# 夢魔少年！
《夢魔少年！》（日语：ツイてない！）是由三門鐵狼執筆，みけおう繪製封面與插畫，許哲綸翻譯的輕小說，出版社為Media Factory，中文版由東立出版社發行。

## 故事簡介
身為舞坂高中二年級生的主角奏真琴（男）由於曾經被男生告白過而留下心理創傷，與妹妹之間的關係也因此降到冰點，決心要變得更有男子氣概的他卻在被暗戀對象發出姊妹卡的同一天，被來自魔界的少女變成了女夢魔!?

## 登場人物

### 主要角色
奏真琴
本作主角，有著偏女性的外貌，曾經被妹妹帶回家的男同學當成女孩子告白，因此留下了嚴重的心理創傷，不時還會作起事發當天情景的惡夢，一旦作了這個惡夢當天就會倒楣一整天。雖然為了增進男子氣概而做過許多努力，不過成效並不是很理想。
故事初期被初次見面的惡魔少女費莉絲當成女孩子，甚至被強行變成了女夢魔，變身方式則為與費莉絲接吻以獲取維持夢魔型態的靈力，一旦靈力耗盡則變身也會隨之解除。夢魔型態所使用的假名為「兼田真琴」，外表則為姿色過人、身材完美的紅眼長髮少女，並且具有能誘發人類情慾的力量，以費莉絲的講法則等於是「會走路的A片」。
費莉絲
本作女主角，來自魔界的少女，全名為梅菲斯特費莉絲‧約翰尼斯，魔界八大貴族第八席次約翰尼斯家的大小姐，別號為「可能的末日」，為了拯救自己的妹妹而忽然出現在真琴家，將真琴誤認為女性而將其變成了夢魔。
平常跟在真琴身旁行動以尋找精氣吸收對象時一般人看不到她的身影，因此這種時候與真琴之間採用「念話」（類似心電感應）的方式對話。
津堂奈月
與真琴住在同一屋簷下的義妹，學生會的一年級代表，有著可愛到會讓人忍不住想抱緊的外表，在兩年前的告白事件後與真琴的關係降到冰點，平常兩人的互動幾乎全都是負面的互動。
山下鈴音
真琴的同班同學與暗戀對象，有著乖巧可親的面貌與溫和的笑容，同時也是班上的生活委員，人緣頗佳，在真琴打算前來告白的當下正在與朋友們聊天，在朋友們的詢問下說出了「還是跟奏同學當姊妹般的好朋友會比較開心」而一舉擊沉當時正在教室門外的真琴。
胸前十分雄偉，但是因為曾經被男生捉弄的關係，平常刻意穿著較小的內衣以壓抑身材，有著喜歡舔人的隱藏癖好。

### 次要角色
宮木野覽太
真琴的同班同學兼死黨，輕浮的外表看似不良少年，實際上卻是個成績優異、待人真誠、交際手腕俐落、深受師長與同學歡迎的校園風雲人物，據傳有個大學生女友，但似乎有某些隱情。
桐原實央
奈月的同班同學與好友，游泳社社員，是個相當男孩子氣的少女，有著被全社團公認甚至見怪不怪的戀足癖。
露路
與費莉絲一樣來自魔界的金髮藍眼少女，全名為「貪食王」別西卜‧葛拉，與費莉絲為舊識但感情不怎麼融洽。
莉莉絲
潛藏在奈月體內，費莉絲的妹妹，有男性恐懼症。

## 小說集數
| 集數 | 日文副標題 | 中文副標題           | Media Factory  | Media Factory          | 東立出版社    | 東立出版社             |
| 集數 | 日文副標題 | 中文副標題           | 發售日期       | ISBN                   | 發售日期      | ISBN                   |
| ---- | ---------- | -------------------- | -------------- | ---------------------- | ------------- | ---------------------- |
| 1    |            | 惡魔的手下是夢魔男   | 2010年8月25日  | ISBN 978-4-8401-3492-7 | 2012年6月18日 | ISBN 978-986-317-118-8 |
| 2    |            | 惡魔幼女最討厭男生   | 2010年11月25日 | ISBN 978-4-8401-3590-0 | 2013年6月27日 | ISBN 978-986-332-759-2 |
| 3    |            | 惡魔姊妹與義妹的回憶 | 2011年2月25日  | ISBN 978-4-8401-3816-1 | 2016年2月2日  | ISBN 978-986-462-959-6 |

## 外部連結
- MF文庫J官方網站（页面存档备份，存于）
- 東立漫遊網 東立小說區 （页面存档备份，存于）